# Persoonia pungens
Persoonia pungens (лат.) — кустарник, вид рода Персоония (Persoonia) семейства Протейные (Proteaceae), эндемик юго-запада Западной Австралии. Прямостоячий, раскидистый или стелющийся кустарник с густоопушёнными молодыми веточками, закрученными эллиптическими или продолговатыми остроконечными листьями и гладкими ярко-жёлтыми цветками.

## Ботаническое описание
Persoonia pungens — прямостоячий или раскидистый кустарник, который обычно вырастает до высоты 20-80 см с гладкой пятнистой корой и опушёнными сероватыми волосками молодыми веточками. Листья от эллиптических до продолговатых, закручены на один полный оборот, 5-15 мм в длину и 1-5 мм в ширину с остроконечными кончиками. Цветки расположены группами по пять вдоль цветоносного побега длиной до 5 мм, каждый цветок на цветоножке длиной 1-3 мм, с листом или чешуйчатым листом у основания. Листочки околоцветника ярко-жёлтые и гладкие снаружи, длиной 9-12,5 мм. Цветение происходит с сентября по декабрь. Плод представляет собой костянку овальной формы длиной 6-8 мм и шириной 5-6,5 мм.

## Таксономия
Впервые вид был официально описан в 1912 году Уильямом Винсентом Фицджеральдом в Journal of Botany, British and Foreign.

## Распространение и местообитание
P. pungens растёт в редколесье от Коруу до Келлерберрина в биогеографических регионах Эйвон-Уитбелт и Джералдтон-Сэндплейнс на юго-западе Западной Австралии.

## Охранный статус
Вид классифицируется как «третий приоритет» Департаментом парков и дикой природы правительства Западной Австралии, что означает, что он малоизвестен или известен лишь из нескольких мест, но не находится под непосредственной угрозой.